# Box Office Mojo
Box Office Mojo é um site estadunidense que mostra a evolução das receitas das bilheterias de uma forma sistemática. Brandon Gray começou o site em agosto de 1998 e, atualmente, o site recebe mais de um milhão de visitantes por mês. Os fóruns são um lugar popular para "fanáticos" do cinema e é o lar de vários jogos populares (como o "Fantasy Box Office" e "Create A Year of Movies"). A atualização é feita quase diariamente. É possível observar a tendência geral de um filme pela "trajetória das receitas". Em julho de 2008, o site foi comprado pela Amazon.com através da sua subsidiária da Internet Movie Database.

## Box Office Mojo International
A secção internacional cobre 50 territórios e inclui informações do historial da bilheteria, bem como informações dos resultados das receitas individuais para filmes de até 107 territórios. O site também cria um gráfico global da semana, combinando todas as bilheterias de todo o mundo, excluindo os Estados Unidos e o Canadá. O gráfico global semanal,  atualmente, é o Top 40 Films, bem como os cinquenta filmes adicionais sem classificação.
Box Office Mojo International também refere as datas de estreia dos próximos filmes da Austrália, República Tcheca, França, Alemanha, Japão, Lituânia, Países Baixos,Brasil, Noruega, Rússia, os territórios do Commonwealth, Coreia do Sul, Taiwan e o Reino Unido. O site também tem, anualmente, as suas diversas funcionalidades para os seus territórios.